# Hermandad de la Razón
La Hermandad de la Razón (Fellowship of Reason) es una comunidad moral con sede en Atlanta (Estados Unidos).
Su fundador, Martin L. Cowen III, se refiere a sí mismo como No-teísta y, aunque no cree en dios ni otros temas sobrenaturales, piensa que las iglesias tienen una función útil creando "comunidades morales". La idea de crear comunidades morales no teístas (aunque no oficialmente opuestas al teísmo, ver Moral sin religión ) es el motor de la organización.
Fellowship of Reason es también el título del libro de Cowen.
El propósito de la organización es proveer un contexto social en el que los participantes puedan buscar y encontrar conjuntamente la vía para el desarrollo personal, el sentido de la vida o la felicidad todo ello mediante debates filosóficos, educación de adultos y eventos.

## Actividades[4]
- Fellowship: Mejor visión de sí mismo/a a través de la amistad con otras personas con valores similares.
- Reflection: Tomarse tiempo para reflexionar tranquilamente sobre los cambios que hay en la vida para mejorar las habilidades para poder superarlos
- Orientation: Recordar los principios y valores
- Learning: Aprender filosofía y literatura para tener recursos culturales y disfrutar más de la vida con ellos
- Enjoyment of Art: Disfrutar del arte. La belleza como fuente de energía
- Celebration: Participar en eventos conjuntos.